# Casa del Carmagnola
La Casa del Carmagnola è un palazzo rinascimentale sito su via Dante di Brescia di proprietà privata.

## Storia
La casa era di proprietà della famiglia Malvezzi e con Giacomo Malvezzi fu venduta al Francesco Bussone conte di Carmagnola nel 1430 dopo aver ottenuto dalla Repubblica di Venezia di poter abitare a Brescia. Alternava la residenza tra Brescia e i castelli di Martinengo Castenedolo, Chiari, Clusane.
Il 5 maggio del 1432 fu eseguita la sentenza di morte al Bussone per decapitazione dopo esser stato processato dal Consiglio dei Dieci a Venezia per alto tradimento dalla Repubblica di Venezia e tutti i suoi beni confiscati, anche il palazzo di Brescia.
Il palazzo, conosciuto poi come palazzo vecchio, passò di proprietà al comune di Brescia, diventando sede del Consiglio cittadino e abitazione del podestà, e con la costruzione del Palazzo della Loggia nel 1484, l'amministrazione vendette l'immobile nel 1593 a Giulia vedova di Lucrezio Gambara. Il fabbricato fu poi venduto dal nipote Francesco a Francesco Martinengo Colleoni che lo alienò nel 1617 a Ottavio Martinengo Villafranca nipote e figlio della sorella Bianca.
Seguirono poi altri passaggi di proprietà. Divenne bene della famiglia Martinengo di Erbusco e del cardinale Giovanni Andrea Archetti.
Il palazzo fu rivisitato su progetto dell'architetto Egidio Dabbeni nel XX secolo. Tra il 2022 e il 2023 sono state restaurate le facciate e la copertura del palazzo.

## Descrizione

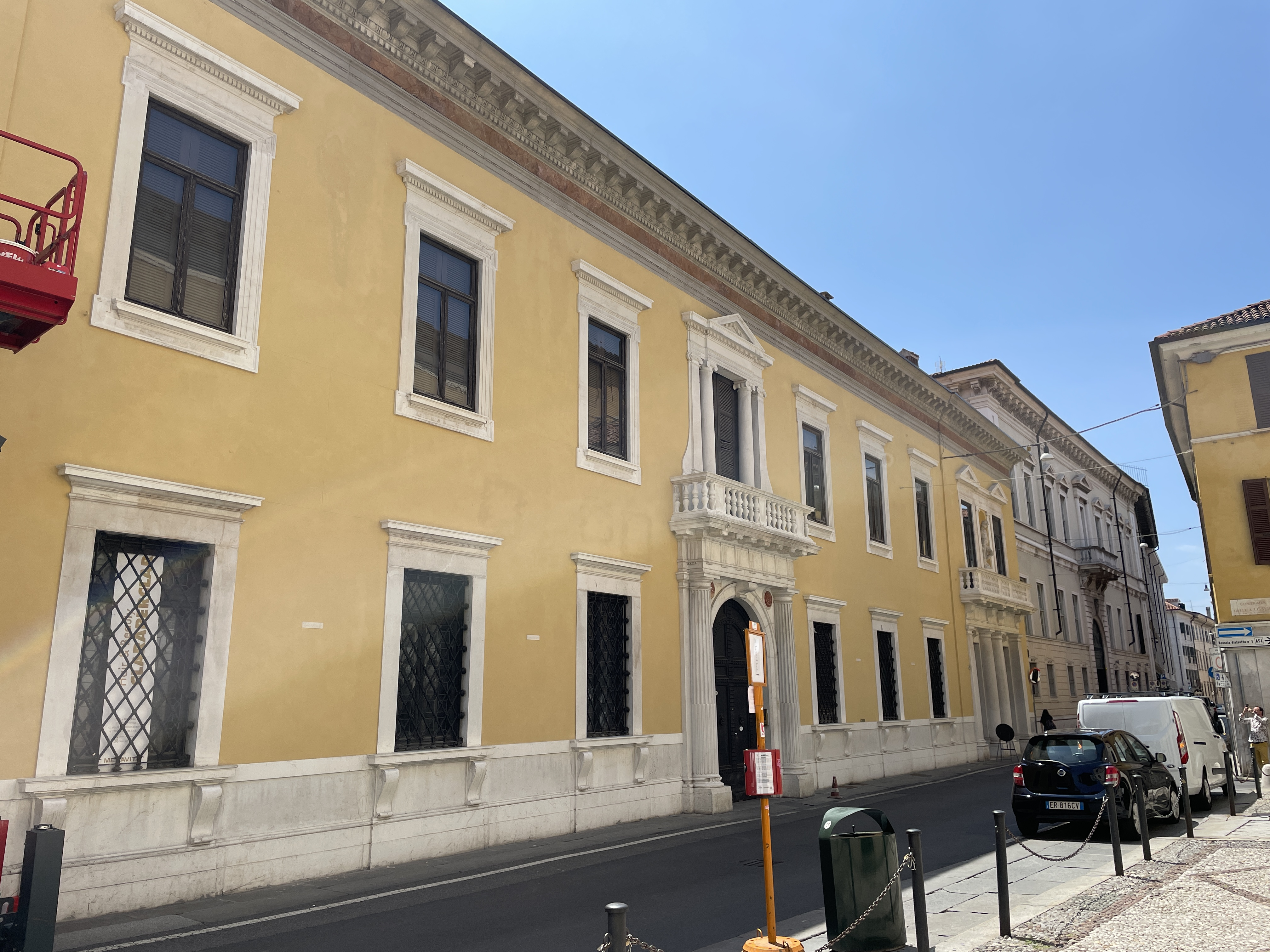
Facciata su via Dante

La casa si affaccia su via Dante ed è posta ad angolo con la via Giacomo Malvezzi, via che riprende il nome del suo originario proprietario. 

Il fronte principale ha caratteristiche del XVI secolo nella parte iniziale da quattro grandi colonne poste su basi con capitelli toscani, che dividono le tre aperture di cui quella centrale minore, e che reggono il loggiato poggiante su quattro mensile. La parte presenta due grandi aperture con timpano triangolare e una nicchia centrale che ospita una statua.
La facciata nella parte centrale ospita il portone principale con due grandi colonne che reggono il balcone dove quattro colonne di minor misura fanno da cornice all'ampia apertura. La parte laterale sinistra presenta due aperture che riprendono quelle poste sul lato destro, mentre la parte superiore ha una bifora molto ampia. Il cornicione termina con l'ala poco aggettante sorretta dalle mensole che rirendono tutte le mensole che reggono le cornici delle molte aperture presenti sulla facciata.